# Блющув
Блющув (пол. Bluszczów) — село в Польщі, у гміні Ґожице Водзіславського повіту Сілезького воєводства.
Населення — 951 особа (2011).

## Демографія
Демографічна структура станом на 31 березня 2011 року:
|          | Загалом | Допрацездатний вік | Працездатний вік | Постпрацездатний вік |
| -------- | ------- | ------------------ | ---------------- | -------------------- |
| Чоловіки | 452     | 77                 | 324              | 51                   |
| Жінки    | 499     | 95                 | 299              | 105                  |
| Разом    | 951     | 172                | 623              | 156                  |